# Князь Игорь (опера)
«Князь Игорь» — опера русского композитора А. П. Бородина в четырёх действиях с прологом. Источником для либретто, написанного самим автором при участии В. В. Стасова, послужила поэма «Слово о полку Игореве», рассказывающая о неудачном походе князя Игоря Святославича против половцев. Премьера оперы состоялась 23 октября 1890 года в петербургском Мариинском театре.

## История создания

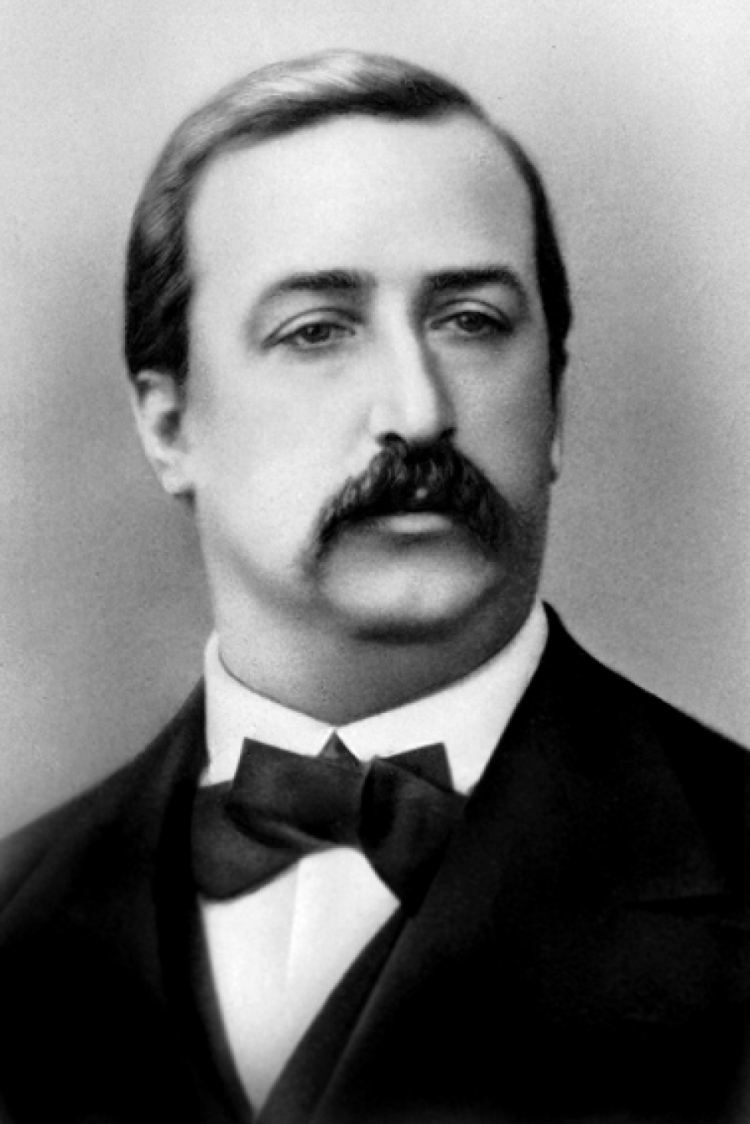
А. П. Бородин

18 апреля 1869 года на музыкальном вечере у Л. И. Шестаковой В. В. Стасов предложил композитору в качестве оперного сюжета «Слово о полку Игореве». А. П. Бородин с интересом взялся за работу, побывал в окрестностях Путивля, изучал исторические и музыкальные источники, связанные с описываемым временем. В 1870 году композитор остановил работу над оперой, осознав, что не сумеет завершить столь значительную работу, совмещая её с научной деятельностью, преподаванием и прочими делами. Материал, уже написанный для оперы, частично вошёл в Симфонию № 2. Возвращение к работе над оперой произошло в 1874 году, Бородин снова увлекся этим замыслом и продолжал работу до самой смерти. Таким образом, опера писалась в течение девятнадцати лет. Когда в 1887 году композитор скончался, опера осталась неоконченной. По записям А. П. Бородина работу завершили Александр Константинович Глазунов и Николай Андреевич Римский-Корсаков. Считается, что Глазунов по памяти восстановил увертюру, которую слышал в авторском исполнении на фортепиано (сам он опроверг эту легенду на страницах Русской музыкальной газеты). Он также почти целиком сочинил и оркестровал третье действие (что косвенно повлияло на то, что в подавляющем большинстве последующих постановок этой версии оперы в XX и начале XXI веков музыка третьего действия почти никогда не включалась оперными режиссёрами в свои постановки, но исполнялась в студийных записях оперы, сделанных в СССР и России до конца 1990-х годов).  Римский-Корсаков оркестровал пролог, первое, второе и четвёртое действия и половецкий марш.
- При сочинении своей оперы «Князь Игорь» А. П. Бородин в качестве попевок использовал известную русскую протяжную народную песню «Горы Воробьёвские», носящую имя знаменитых московских Воробьёвых гор[3][4][5][6].
- В основу половецкого акта оперы положен материал народных половецких песен, полученных композитором от известного венгерского путешественника П. Хунвальди. Записи этих половецких песен не найдены до сих пор[7].

Бородин, Римский-Корсаков и, возможно, также А. К. Лядов вместе оркестровали сюиту «половецких танцев» второго акта, которая приобрела огромную популярность. В продолжение традиций оперы Глинки «Жизнь за царя», событийное развитие в сюжетной линии оперы «Князь Игорь» отражает грандиозность народных сцен с мощным звучанием хора, и в то же время необычайные по красоте арии героев: Ярославны, Кончаковны, Владимира и половецкой девушки.
Александр Порфирьевич Бородин успел оркестровать часть пролога (всё, кроме «Сцены затмения»), речитатив и арию князя Владимира Галицкого (I картина I акта), арию Ярославны и её сцену с девушками (II картина I акта, 1879), каватину Кончаковны (II акт, 1869), речитатив и каватину князя Владимира (II акт), арию Кончака (II акт), плач Ярославны (IV акт, 1875), народный хор (IV акт, 1879) и финальную сцену IV акта — партитура для оркестра с участием тенора Ерошки, баса Скулы и хора.
Трио Игоря, Владимира, Кончаковны и финал третьего акта с хором, Кончаковной и Кончаком были написаны Бородиным и завершены Глазуновым, который впоследствии и оркестровал их в 1888 году.
Римский-Корсаков и Глазунов сами написали сцену II акта, с участием Кончаковны и хора в 1887 году.
Композиторы были дружны и работали в тесном кругу, потому музыкальный стиль оперы представляет художественную целостность. Несмотря на то, что Глазунов и Римский-Корсаков оркестровали большую часть музыки (часть которой совсем не была записана), последний настоял на том, что  «Князь Игорь» — полностью опера Александра Порфирьевича Бородина" — из книги А. Майкапара.
Премьера оперы в версии Н. А. Римского-Корсакова и А. К. Глазунова прошла с большим успехом 23 октября (4 ноября) 1890 года в Мариинском театре Санкт-Петербурга. Работы по восстановлению авторской версии текста оперы были начаты в конце 1930-х годов П. А. Ламмом, неоднократно прерывались, и были в полной мере завершены А. В. Булычёвой только в 2012 году изданием клавира. Первая полноценная постановка этой версии состоялась 27 марта 2015 года в Пермском театре оперы и балета.

## Современная рецепция Булычёвой
В ходе проводимых, начиная с 2010 года, историографических исследований, музыковед А. В. Булычёва установила, что во время подготовки "официальной" версии оперы, А. К. Глазунов и Н. А. Римский-Корсаков значительно перемонтировали и исказили авторский композиционный замысел и изменили её жанровую основу. В "официальной" версии жанр оперы стал определяться как эпический, а в "авторской версии", которую А. В. Булычёва восстановила после длительного перерыва (первым к этой работе приступил П. А. Ламм ещё в 1930-е годы), жанр оперы больше соответствовал лирическому. Она же критически относится и к остальным переформатированиям, осуществлённым Римским-Корсаковым и Глазуновым при создании их "официальной" версии оперы. С середины 2010-х годов педагогическая рецепция "Князя Игоря" в курсе истории русской музыки для музыковедческих факультетов и отделений в ряде российских музыкальных вузов осуществляется по версии П. А. Ламма и А. В. Булычёвой, а не "официальной" версии из "беляевского" клавира.

## Действующие лица

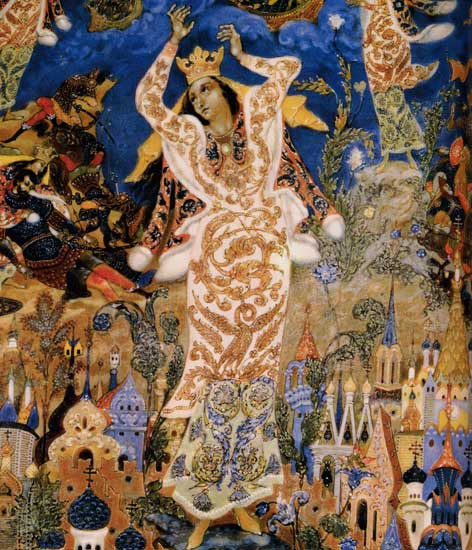
И. И. Голиков. Плач Ярославны

- Игорь Святославич, князь Северский (высокий бас, бас-баритон, баритон);
- Ярославна, его жена во втором браке (сопрано);
- Владимир Игоревич, его сын от первого брака (тенор);
- Владимир Ярославич, князь Галицкий, брат Ярославны (высокий бас, бас-баритон);
- Кончак, половецкий хан (бас);
- Кончаковна, его дочь (контральто);
- Гзак, половецкий хан (без речей, бас);
- Овлур, крещёный половчанин (тенор);
- Ерошка, гудошник (тенор);
- Скула, гудошник (бас);
- половецкая девушка (сопрано);
- няня Ярославны (сопрано);
- русские князья и княгини, бояре и боярыни, старцы, русские ратники, девушки, народ, половецкие ханы, подруги Кончаковны, невольницы (чаги) хана Кончака, русские пленники, половецкие сторожевые.

## Краткое содержание
См. текст либретто на «Викитеке».
В версии Н. А. Римского-Корсакова и А. К. Глазунова, оформленной в клавире издания М. А. Беляева, «Князь Игорь» состоит из 4 действий (5 картин) с прологом. В авторской версии, восстановленной А. В. Булычёвой в 2012 году, опера состоит из 3 действий (6 картин), первая картина является прологом.
Действие происходит в Путивле (пролог, 1-е и 4-е действие) и в половецком стане (2-е и 3-е действие) в 1185 году.

### Пролог

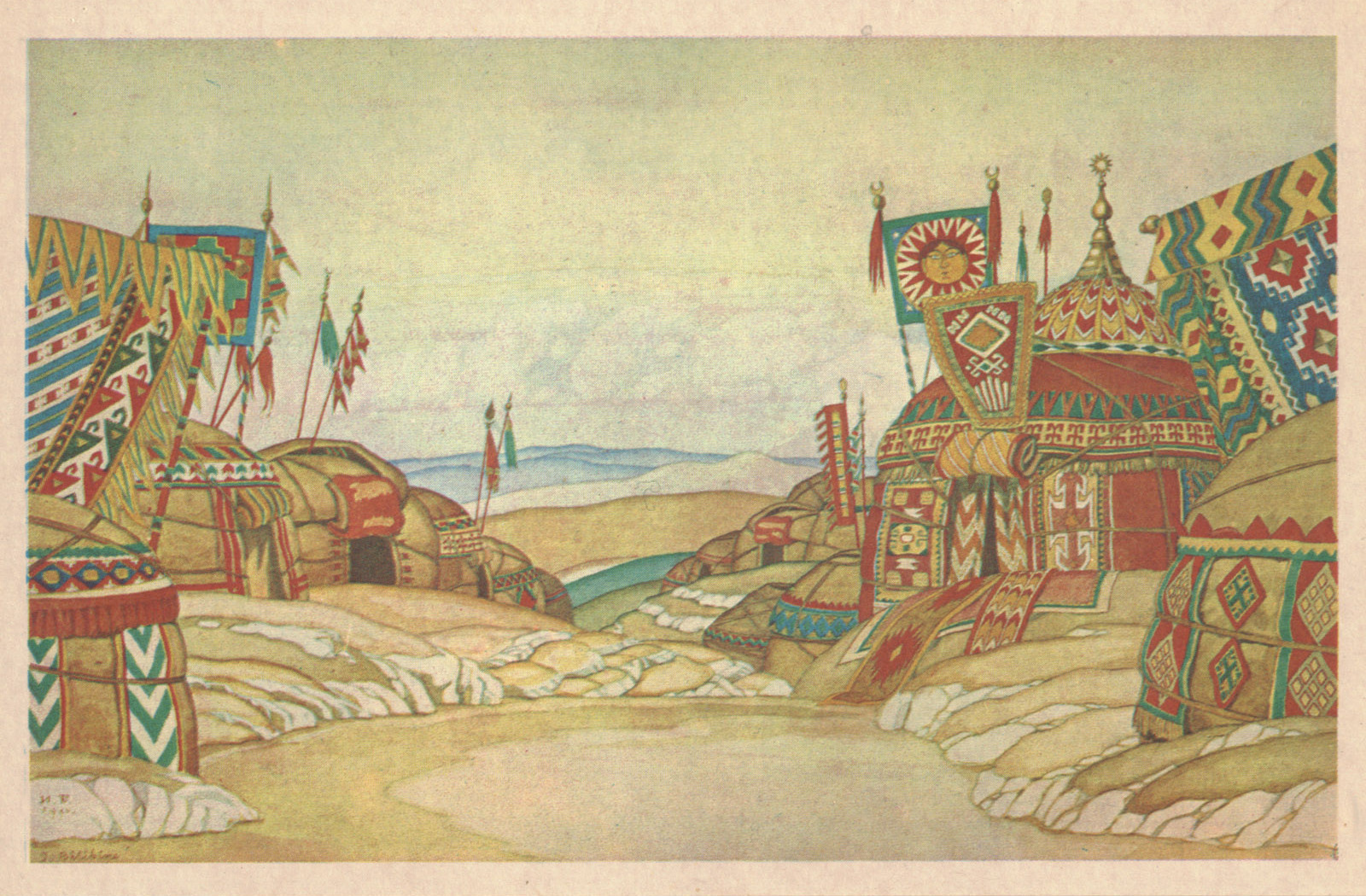
Половецкий лагерь. Эскиз декорации И. Билибина

Площадь в Путивле заполнена людьми. Князь Игорь готовится к походу против половцев. Народ и бояре величают Игоря, его сына Владимира, князей, славят дружину, надеются на успешное завершение похода (хор «Солнцу красному слава!»).
Внезапно начинается солнечное затмение, которое приводит всех в смятение. Все советуют отложить поход.
Приходят прощаться княгини и боярыни. Ярославна умоляет Игоря остаться, но он отвечает, что ему велят идти в поход долг и честь. Он поручает заботиться о жене князю Галицкому, брату Ярославны. Тот в небольшом монологе рассказывает, как помог ему Игорь в трудную минуту.
Два гудошника, Скула и Ерошка, проявляют малодушие и решают пойти на службу к Владимиру Ярославичу, князю Галицкому, чтобы остаться целыми и жить «сытно и пьяно».
Из собора выходит старец и благословляет Игоря и рать. Вновь звучит хор народа.
Игорь и его войско отправляются в путь.

### Первое действие

#### Картина первая
Князь Владимир Галицкий пирует в своем тереме, мечтая «на Путивле князем сести» (песня «Грешно таить…»), а сестру (Ярославну) отправить в монастырь — «за спасение души моей радеть».
Во двор вбегает толпа девушек. Владимир выкрал их подругу, они просят отпустить её (хор «Ой, лихонько, ой горюшко»). Князь говорит, что девушке у него не так уж и плохо, что нечего о ней плакать, и прогоняет девушек.
Скула и Ерошка исполняют грубовато-комичную песню о пьяницах (песня скоморохов «Что у князя Володимира»). Приближённые князя Галицкого обсуждают возможность посадить его править в Путивле, воспользовавшись тем, что люди князя Игоря ушли в поход.

#### Картина вторая
Горница в тереме Ярославны. Ярославна исполняет ариозо «Немало времени прошло с тех пор». Она тревожится, что от Игоря давно нет вестей, вспоминает время, когда Игорь был с ней, говорит, как страшно и тоскливо ей сейчас, как она страдает.
Няня сообщает Ярославне, что к ней пришли девушки. Девушки рассказывают княгине о бесчинствах князя Галицкого в Путивле, о том, как Владимир выкрал их подругу, и просят Ярославну заступиться и вернуть девушку.
Входит князь Галицкий, брат Ярославны. Девушки убегают. Ярославна упрекает Владимира, что он выкрал девушку, говорит, что расскажет мужу, как Владимир бесчинствует в его отсутствие. Князь Галицкий отвечает, что все люди в Путивле за него, что он сам будет здесь править. Однако потом он говорит, что пошутил, что ему хотелось увидеть Ярославну в гневе и что он не верит, что она верна Игорю. Ярославна оскорблена, она напоминает Владимиру, что пока власть у неё, и требует отпустить украденную девушку. Владимир зло отвечает, что эту освободит, но заберёт себе другую, и уходит. Ярославна, оставшись одна, признаётся, что ей борьба не по силам, и молит о скорейшем возвращении Игоря.
Входят думные бояре, друзья Ярославны. Они пришли с плохими новостями (хор «Мужайся, княгиня»).Ей не терпится их услышать. Бояре рассказывают, что на Путивль идёт хан Гзак, русская рать разбита, а Игорь вместе с братом и сыном попали в плен. Ярославна не знает, что делать, но бояре убеждены, что Путивль выстоит, что его крепость в вере людей в Бога, в верности князю и княгине, в любви к родине (хор «Нам, княгиня, не впервые под стенами городскими у ворот встречать врагов»). Женщины горестно причитают.

### Второе действие
Половецкий стан. Вечер. Девушки-половчанки танцуют и поют песню, в которой сравнивают цветок, ждущий влаги, с девушкой, надеющейся на свидание с любимым. Кончаковна (молодая дочь хана Кончака), влюблённая в княжича Владимира, ждёт свидания. О своей любви она поёт в каватине «Меркнет свет дневной».
Показываются русские пленники, идущие с работы под стражей. Кончаковна приказывает своим девушкам напоить и утешить пленников. Пленники благодарят их. Показывается половецкий дозор, обходящий стан. Кончаковна и девушки уходят. Опускается ночь. Овлур один стоит на страже.
Приходит Владимир, сын Игоря. В каватине «Медленно день угасал» он поёт о своей страстной любви к Кончаковне, просит её отозваться на зов любви. Появляется Кончаковна. Они поют свой страстный любовный дуэт. Хан Кончак согласен выдать Кончаковну за Владимира, но князь Игорь не хочет и слышать об этом, пока они в плену. Владимир слышит шаги отца, влюблённые расходятся в разные стороны. Входит Игорь. Он поёт знаменитую арию «Ни сна, ни отдыха измученной душе».
С князем украдкой заговаривает крещёный половчанин Овлур. Он говорит, что князь должен бежать, чтобы спасти Русь, и предлагает достать коней. Игорю кажется бесчестным бежать тайно, он не желает нарушить данное хану Кончаку слово. Он отказывается, но потом решает подумать.
Появляется хан Кончак. Он приветствует Игоря, обращается к нему с уважением и доверием (ария «Здоров ли, князь?»).
Игорь жмёт руку хану, но повторяет, что в плену жить не может. Кончак предлагает Игорю свободу в обмен на обещание не поднимать на хана меча и не заступать ему дороги. Но Игорь честно говорит, что если хан отпустит его, он тут же соберёт полки и ударит вновь. Кончак сожалеет, что они с Игорем не союзники, и зовёт пленников и пленниц, чтобы те повеселили их. Начинается сцена «Половецкие пляски». Сначала танцуют и поют девушки (хор «Улетай на крыльях ветра»).
Затем в ритме лезгинки (6/8) танцуют мужчины. После общей пляски с хором начинается пляска мальчиков. Действие завершается общей кульминационной пляской.
Третьему действию предшествует оркестровый антракт. Звучит половецкий марш.

### Третье действие
Край половецкого стана. Со всех сторон сходятся половцы и, глядя вдаль, ожидают прибытия хана Гзака. Войско Гзака с трубами, рогами и бубнами входит на сцену. Воины ведут за собою русский полон и несут добычу. Половцы приветствуют входящих воинов. Под конец шествия появляется на коне хан Гзак с отрядом приближенных воинов. Кончак выходит к нему навстречу и приветствует его. Князь Игорь, Владимир Игоревич и русские пленники наблюдают за проходящими, стоя в стороне. Темнеет, сторожевые засыпают. Овлур подкрадывается к шатру Игоря и вновь предлагает бежать, говоря, что всё готово. Игорь соглашается.
В страшном волнении вбегает Кончаковна. Она останавливается у шатра Владимира. Дочь хана узнала о намерении Игоря бежать и умоляет Владимира остаться с ней. Выходит Игорь, видит Кончаковну и обвиняет сына, что тот стал половцем и забыл Родину. Владимир не может решиться: отец зовёт его бежать, а Кончаковна молит остаться. В конце концов, она грозит разбудить весь стан, Игорь убегает. Кончаковна несколько раз ударяет в било. Со всех сторон сбегаются разбуженные сигналом половцы.
Кончаковна сообщает о побеге Игоря. Половцы снаряжают погоню за князем, Владимира же они хотят убить. Кончаковна не желает отдавать его. Появляются Кончак и ханы и узнают о случившемся. Побег Игоря вызывает у хана уважение, он говорит, что и сам бы поступил так же на месте Игоря. Он приказывает казнить сторожевых, а княжича не трогать. Хор ханов требует казнить пленников, но Кончак не соглашается. Он объявляет Владимира своим зятем и тут же собирается в поход на Русь.

### Четвёртое действие (финал)
Городская стена и площадь в Путивле. Раннее утро. Ярославна одна на городской стене. Она горько плачет и вспоминает Игоря, запевая (ария «Ах! Плачу я, горько плачу я»).
Проходит толпа поселян с песней «Ох, не буйный ветер завывал». Ярославна, глядя на разорённые окрестности, исполняет ариозо «Как уныло всё кругом». Она замечает вдали двух всадников, один в половецкой одежде, а другой выглядит как русский князь. Они приближаются, и вдруг Ярославна узнает Игоря, это он едет с Овлуром. Князь Игорь соскакивает с коня и бросается к Ярославне. Они не могут сдержать радости, звучит их любовный дуэт. Ярославна не может поверить, что это не сон. Она спрашивает Игоря, как он спасся. Игорь говорит, что бежал из плена. Ярославна поёт о своей радости вновь видеть любимого мужа, Игорь же говорит, что бросит клич и снова пойдёт на хана.
На площади появляются Ерошка и Скула. Несколько хмельные, они играют и поют песню о неудачном походе и поражении Игоря. Вдруг они видят Игоря с Ярославной. Они сразу понимают, что им не поздоровится за их измену. Они садятся друг против друга и думают, что им делать. Бежать им некуда, да и не хочется после вольготной и сытной жизни «кору глодать» и «воду хлебать». Вдруг Скула находит решение: надо звонить в колокол, созывать народ. Со всех сторон сбегаются люди. Сначала все думают, что снова пришли половцы, потом решают, что пьяные скоморохи народ мутят, и хотят прогнать Скулу и Ерошку. Наконец тем удаётся убедить народ, что вернулся князь Игорь Северский. За хорошую весть собравшиеся старцы и бояре прощают Ерошку и Скулу. Все приветствуют и славят князя Игоря.

## Структура оперы

### По клавиру Митрофана Беляева
| №  | Акт            | Название сцены                                    | Начато     | Окончено   | Композитор                  | Оркестровщик                       |
| -- | -------------- | ------------------------------------------------- | ---------- | ---------- | --------------------------- | ---------------------------------- |
| —  | —              | Увертюра                                          | 1887       | 1887       | Глазунов                    | Глазунов                           |
| 1  | —              | Пролог: Интродукция                               | 1876       | 1885       | Бородин                     | Бородин*                           |
| 2a | Акт 1, Сцена 1 | Сцена у Вл. Галицкого: Хор                        | 1875       | 1875       | Бородин                     | Римский-Корсаков                   |
| 2b | Акт 1, Сцена 1 | Речитатив и песня Вл. Галицкого                   | 1879       | 1879       | Бородин                     | Бородин                            |
| 2c | Акт 1, Сцена 1 | Речитатив Вл. Галицкого                           | —          | —          | Бородин                     | Римский-Корсаков                   |
| 2d | Акт 1, Сцена 1 | Хор девушек и сцена                               | —          | —          | Бородин                     | Римский-Корсаков                   |
| 2e | Акт 1, Сцена 1 | Сцена: Скула, Ерошка                              | —          | —          | Бородин                     | Римский-Корсаков                   |
| 2f | Акт 1, Сцена 1 | Княжья песня в честь Вл. Галицкого: Скула, Ерошка | 1878       | 1878       | Бородин                     | Римский-Корсаков                   |
| 2g | Акт 1, Сцена 1 | Хор                                               | нет данных | нет данных | Бородин                     | Римский-Корсаков                   |
| 3  | Акт 1, Сцена 2 | Ариозо Ярославны                                  | 1869       | 1875       | Бородин                     | Римский-Корсаков                   |
| 4  | Акт 1, Сцена 2 | Сцена Ярославны с девушками                       | 1879       | 1879       | Бородин                     | Бородин                            |
| 5  | Акт 1, Сцена 2 | Сцена Ярославны с Вл. Галицким                    | 1879       | 1879       | Бородин                     | Римский-Корсаков                   |
| 6  | Акт 1, Сцена 2 | Финал 1-го действия: Ярославна, Галицкий, Хор     | 1879       | 1880       | Бородин                     | Римский-Корсаков                   |
| 7  | Акт 2          | Хор половецких девушек                            | —          | —          | Бородин                     | Римский-Корсаков                   |
| 8  | Акт 2          | Пляска половецких девушек                         | —          | —          | Бородин                     | Римский-Корсаков                   |
| 9  | Акт 2          | Каватина Кончако́вны                               | 1869       | 1869       | Бородин                     | Бородин                            |
| 10 | Акт 2          | Сцена и хор: Кончаковна, хор                      | 1887       | 1887       | Римский-Корсаков / Глазунов | Римский-Корсаков / Глазунов        |
| 11 | Акт 2          | Речитатив и каватина Владимира Игоревича          | 1877       | 1878       | Бородин                     | Бородин                            |
| 12 | Акт 2          | Дуэт Кончаковны и Владимира                       | 1877       | 1878       | Бородин                     | Римский-Корсаков                   |
| 13 | Акт 2          | Ария князя Игоря                                  | 1881       | 1881       | Бородин                     | Римский-Корсаков                   |
| 14 | Акт 2          | Сцена Игоря с Овлуром                             | —          | —          | Бородин                     | Римский-Корсаков                   |
| 15 | Акт 2          | Ария хана Кончака                                 | 1874       | 1875       | Бородин                     | Бородин                            |
| 16 | Акт 2          | Речитатив, хор и сцена: Игорь, Кончак             | —          | —          | Бородин                     | Римский-Корсаков                   |
| 17 | Акт 2          | Половецкая пляска с хором                         | 1869       | 1875       | Бородин                     | Бородин / Римский-Корсаков / Лядов |
| 18 | Акт 3          | Половецкий марш                                   | 1869       | 1875       | Бородин                     | Бородин / Римский-Корсаков         |
| 19 | Акт 3          | Песня хана Кончака                                | —          | —          | Глазунов                    | Глазунов                           |
| 20 | Акт 3          | Речитатив, хор и сцена                            | —          | —          | Бородин                     | Глазунов                           |
| 22 | Акт 3          | Речитатив: Овлур, Игорь                           | 1888       | 1888       | Глазунов                    | Глазунов                           |
| 23 | Акт 3          | Трио: Игорь, Владимир, Кончаковна                 | —          | 1888       | Бородин / Глазунов          | Глазунов                           |
| 24 | Акт 3          | Финал 3-го действия: Кончаковна, Кончак, хор      | 1884       | —          | Бородин / Глазунов          | Глазунов                           |
| 25 | Акт 4          | Плач Ярославны                                    | 1875       | 1875       | Бородин                     | Бородин                            |
| 26 | Акт 4          | Хор                                               | 1879       | 1879       | Бородин                     | Бородин                            |
| 27 | Акт 4          | Речитатив и дуэт Ярославны и Игоря                | 1876       | 1876       | Бородин                     | Римский-Корсаков                   |
| 28 | Акт 4          | Песня Гудочников сцена и хор                      | —          | —          | Бородин                     | Римский-Корсаков                   |
| 29 | Акт 4          | Заключительный хор: Скула, Ерошка, хор            | —          | —          | Бородин                     | Бородин / Римский-Корсаков         |

### По клавиру авторской версии (в ред. А. В. Булычёвой)

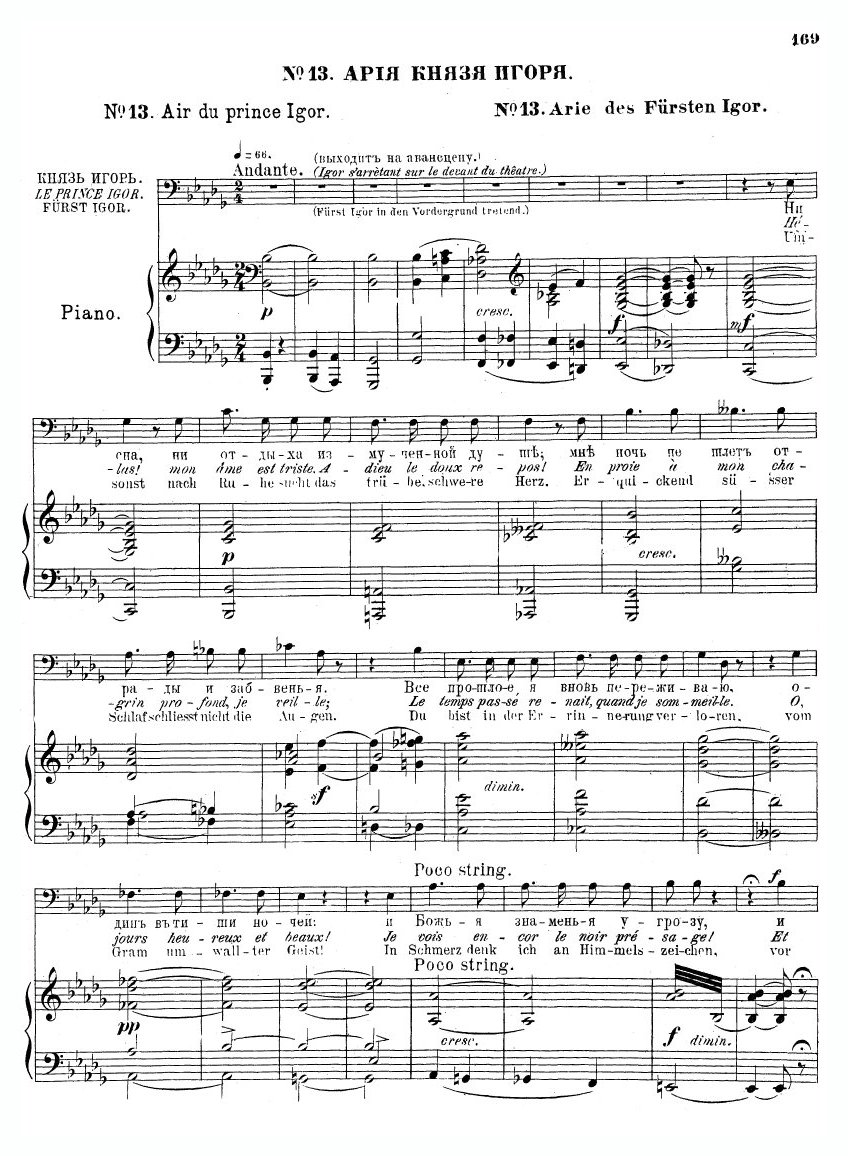
Начало Арии князя Игоря «Ни сна, ни отдыха измученной душе». Клавир

| №  | Картина           | Название сцены                              | Начато | Окончено | Композитор | Оркестровщик |
| -- | ----------------- | ------------------------------------------- | ------ | -------- | ---------- | ------------ |
| 1  | Картина первая    | Интродукция                                 |        |          |            |              |
| 2  | Картина вторая    | Половецкий марш                             |        |          |            |              |
| 3  | Картина вторая    | Монолог князя Игоря                         |        |          |            |              |
| 4  | Картина вторая    | Ария хана Кончака (первая редакция)         |        |          |            |              |
| 4а | Картина вторая    | Ария хана Кончака (вторая редакция)         |        |          |            |              |
| 5  | Картина вторая    | Половецкие танцы                            |        |          |            |              |
| 6  | Картина третья    | Княжной народ гуляет                        |        |          |            |              |
| 7  | Картина третья    | Речитатив и песня Владимира Галицкого       |        |          |            |              |
| 8  | Картина третья    | Сцена вывоза бочки                          |        |          |            |              |
| 8а | Картина третья    | Княжая песня                                |        |          |            |              |
| 8б | Картина третья    | Финал                                       |        |          |            |              |
| 9  | Картина четвёртая | Сон Ярославны (вторая редакция, 1-я версия) |        |          |            |              |
| 10 | Картина четвёртая | Сцена Ярославны с девушками                 |        |          |            |              |
| 11 | Картина четвёртая | Сцена Владимира Галицкого и Ярославны       |        |          |            |              |
| 12 | Картина четвёртая | Сцена Ярославны с боярами                   |        |          |            |              |
| 13 | Картина четвёртая | Вход Владимира Галицкого                    |        |          |            |              |
| 14 | Картина четвёртая | Финал                                       |        |          |            |              |
| 15 | Картина пятая     | Каватина Кончаковны (вторая редакция)       |        |          |            |              |
| 16 | Картина пятая     | Хор половецких девушек                      |        |          |            |              |
| 17 | Картина пятая     | Дозор в половецком лагере                   |        |          |            |              |
| 18 | Картина пятая     | Речитатив и каватина Владимира              |        |          |            |              |
| 19 | Картина пятая     | Дуэт Владимира Игоревича и Кончаковны       |        |          |            |              |
| 20 | Картина пятая     | Выход князя Игоря (Ария)                    |        |          |            |              |
| 21 | Картина пятая     | Сцена князя Игоря с Овлуром                 |        |          |            |              |
| 22 | Картина шестая    | Плач Ярославны                              |        |          |            |              |
| 23 | Картина шестая    | Хор поселян                                 |        |          |            |              |
| 24 | Картина шестая    | Речитатив Ярославны и дуэт с Игорем         |        |          |            |              |
| 25 | Картина шестая    | Сцена с гудошниками и заключительный хор    |        |          |            |              |

## Наиболее исполняемые сцены
Указаны наиболее исполняемые в концертной практике России сцены или их разделы из оперы. Если не указано иное, пояснения к "клавирным" обозначениям сцен даны по "беляевскому" (версия Н. А. Римского-Корсакова и А. К. Глазунова) клавиру.
- «Солнцу красному слава!» (хор, первый раздел пролога в версии Н. А. Римского-Корсакова и А. К. Глазунова)
- «Только б мне дождаться чести» (песня Галицкого в 1-м действии версии Н. А. Римского-Корсакова и А. К. Глазунова)
- «Ой, лихонько» (хор девушек)
- «Что у князя Володимира» (песня скоморохов)
- «Немало времени прошло с тех пор» (ариозо Ярославны)
- «Мужайся, княгиня» (хор бояр)
- «Нам, княгиня, не впервые» (хор бояр)
- «Меркнет свет дневной» (каватина Кончаковны)
- «Медленно день угасал» (каватина Владимира)
- «Ни сна, ни отдыха измученной душе» (ария Игоря)
- «Здоров ли, князь?» (ария Кончака)
- «Улетай на крыльях ветра» (хор невольниц)
- «Ах, плачу я» (плач Ярославны)
- Хор поселян (обе версии)

## Постановки
- Первая постановка 23 октября 1890, Мариинский театр (дирижёр Кучера, художники Янов, Андреев, Бочаров, балетмейстер Иванов; Игорь — Мельников, Ярославна — Ольгина, Кончак — Корякин, Кончаковна — Славина, Половецкая девушка — Долина, Скула — Стравинский, Ерошка — Угринович).
- 1892 — Русское оперное товарищество под упр. И. П. Прянишникова, Москва (дирижёр Прибик; Игорь — Гончаров, Ярославна — Цветкова, Владимир — Михайлов, Кончак — Антоновский).
- 1898 — Большой театр (дирижёр Авранек; Игорь — Хохлов, Ярославна — Дейша-Сионицкая, Владимир — Собинов, Галицкий — Власов, Кончак — Трезвинский, Кончаковна — Азерская, Овлур — Успенский, Скула — Тютюнник, Ерошка — Михайлов-Стоян), в 1904 — там же (дирижёр Рахманинов), в 1914 — там же (худ. Коровин).
- 1915 — Мариинский театр (дирижёр Малько, балетмейстер Фокин; Игорь — Андреев, Галицкий — Шаляпин, Ярославна — Ермоленко-Южина).

За рубежом — впервые в Праге, 1899, Национальный театр.
В 1909 г. — сокращённая версия оперы, театр «Шатле», Париж (Галицкий — Шаляпин).
8 мая 1914 г. — премьера в Лондоне, Королевский театр Друри-Лейн (Большой сезон русской оперы и балета, антреприза С. П. Дягилева; новая сценическая версия режиссёра Санина, опера в полном объёме, в оформлении Н. К. Рериха).

### Советское и постсоветское время
- 23 апреля 1920, Большой театр (дирижёр Голованов, режиссёр Санин, художник Коровин, балетмейстер Горский).
- 13 декабря 1923 — Петроградский театр оперы и балета (дирижёр Дранишников, худ. Коровин; Игорь — Андреев, Владимир — Большаков, Кончак — Боссе, Кончаковна — Мшанская),
- 1944 — Большой театр (дирижёр Мелик-Пашаев, режиссёр Лосский, художник Федоровский, балетмейстер Голейзовский; Игорь — Батурин, Ярославна — Панова, Владимир — Козловский, Галицкий — Пирогов, Кончак — Михайлов, Кончаковна — Давыдова);
- 1953 — там же (дирижёр Жуков, постановка Баратова; Игорь — Ал. Иванов, Ярославна — Покровская , Галицкий — Пирогов, Кончак — Михайлов, Кончаковна — Гагарина, Владимир — Кильчевский).
- 1954 — Театр оперы и балета им. Кирова (дирижёр Ельцин, постановка Соковнина, балетмейстеры Фокин и Лопухов). Постановка с сокращением (два действия) и изменением порядка сцен (попойка у князя Галицкого дана после сцен побега Игоря и плача Ярославны).
- 1962 — Кремлёвский Дворец съездов (спектакль Большого театра, дирижёр Светланов, режиссёр Баратов).
- 1978 — Красноярский государственный театр оперы и балета; премьера 20 декабря 1978 года. Дирижёр — Игорь Шаврук, Ярославна — Нина Абт-Нейферт, Кончаковна — Людмила Яницкая, Половецкая девушка — Тамара Пронина.
- XX—XXI вв — Пермский театр оперы и балета
- 2009 — Новосибирский театр оперы и балета. Режиссёр-постановщик — Тимофей Кулябин, дирижёр-постановщик — Евгений Волынский, художник-постановщик — заслуженный деятель искусств России, лауреат Государственной Премии России Игорь Гриневич.
- 2011 — Самарский академический театр оперы и балета (Режиссёр-постановщик — народный артист России Юрий Александров, дирижёр-постановщик — заслуженный деятель искусств России Владимир Коваленко, художник-постановщик — народный художник России Вячеслав Окунев).
- 2011 — Новая опера, Москва. Музыкальный руководитель и дирижёр — Евгений Самойлов, режиссёр-постановщик — народный артист России Юрий Александров, сценография и костюмы — Вячеслав Окунев, хормейстер — Наталья Попович. Игорь Святославич — Анджей Белецкий, Ярославна — Елена Поповская.
- 2011 — опера впервые прозвучала в авторской редакции со сцены Московского международного дома музыки в исполнении коллектива театра «Геликон-Опера».
- 2013 — Красноярский государственный театр оперы и балета. Премьера 28, 29 и 30 июня 2013 года в честь 35-летнего юбилея театра. (Либретто — Александра Бородина (при участии Владимира Стасова), основанное на «Слове о полку Игореве», в редакции заслуженной артистки России Юлианы Малхасянц, музыкальный руководитель и дирижёр — заслуженный артист России Анатолий Чепурной, режиссёр-постановщик — заслуженная артистка России Юлиана Малхасянц, художник-постановщик — действительный член Российской академии художеств Дмитрий Чербаджи, хормейстер — Дмитрий Ходош).
- 2013 — Большой театр (дирижёр Василий Синайский, режиссёр Юрий Любимов).
- 2014 — The Met (дирижёр Джанандреа Нозеда, режиссёр Дмитрий Черняков)[15]. Постановка отметилась введением в заблуждение оперных слушателей (как в самом Нью-Йорке, так и смотревших трансляцию в кинотеатрах по программе The Met: Live in HD в других странах мира), так как Дмитрий Черняков попытался взять за композиционную основу спектакля клавир "авторской" версии (под ред. А. В. Булычёвой), но смешав музыкальный материал из "авторской" и "официальной" версий оперы. В связи с этим постановка была раскритикована А. В. Булычёвой на её персональном сайте, а руководством The Met было принято решение выпускать на трансляцию в кинотеатры не первый в премьерном блоке спектакль (6 февраля), а один из последних (1 марта 2014 года)[16]

## Записи

### Аудиозаписи
| Год  | Организация                                                       | Дирижёр                | Солисты | Лейбл звукозаписи и каталожный номер                             | Примечания                                  |
| ---- | ----------------------------------------------------------------- | ---------------------- | --- | ---------------------------------------------------------------- | ------------------------------------------- |
| 1941 | Хор и оркестр Большого театра                                     | Александр Мелик-Пашаев | Игорь Святославич, князь Северский — Александр Батурин; Ярославна — Софья Панова; Владимир Игоревич — Иван Козловский; князь Галицкий — Александр Пирогов; Кончак — Максим Михайлов; Кончаковна — Надежда Обухова; Овлур — Фёдор Годовкин; Скула — Сергей Колтыпин; Ерошка — Дмитрий Марченков; половецкая девушка — Евдокия Сидорова       | Мелодия, М10 46279-84 (1985 г.)                                  | Запись Всесоюзного радио, без 3-го действия |
| 1951 | Хор и оркестр Большого театра                                     | Александр Мелик-Пашаев | князь Игорь — Андрей Иванов; Ярославна — Евгения Смоленская; Владимир Игоревич — Сергей Лемешев; князь Галицкий — Александр Пирогов; Кончак — Марк Рейзен; Кончаковна — Вероника Борисенко; Овлур — Алексей Серов; Скула — Иван Скобцов; Ерошка — Фёдор Годовкин                                                                            | Д-0632-39 (1952 г.)                                              | Без 3-го действия                           |
| 1955 | Хор и оркестр Белградской оперы                                   | Оскар Данон            | князь Игорь — Д. Попович; Ярославна — В. Гейбалова; Владимир Игоревич — Н. Жунец; князь Галицкий — Д. Попович; Кончак — Д. Попович; Кончаковна — М. Бугаринович | DECCA (Югославия) LXT 5049-5053,                                 |                                             |
| 1960 | Венская государственная опера                                     | Ловро фон Матачич      | князь Игорь — Eberhard Wächter, Ярославна — Hilde Zadek, Владимир Игоревич — Giuseppe Zampieri, князь Галицкий — Hans Hotter, Кончак — Gottlob Frick, Кончаковна — Ira Malaniuk, Овлур — Erich Majkut, Скула — Karl Dönch, Ерошка — Peter Klein, половецкая девушка — Margarethe Sjöstedt, Няня — Ilona Steingruber(-Wildgans)              | Premiere Opera Ltd., 890-3 (2003 г.); Gala GL, 100.615 (2004 г.) | На немецком                                 |
| 1962 | Лирическая опера Чикаго                                           | Оскар Данон            | князь Игорь — Igor Gorin, Ярославна — Consuelo Rubio, Владимир Игоревич — David Poleri, князь Галицкий, Кончак — Борис Христов, Кончаковна — Carol Smith, Овлур — Rudolf Knoll, Скула — Renato Cesari, Ерошка — Mariano Caruso, половецкая девушка — Jeanne Diamond, Няня — Prudencija Bickus                                               | Omega Opera Archive 176                                          |                                             |
| 1964 | Хор и Национальный симфонический оркестр Итальянского радио (Рим) | Армандо Ла Роса Пароди | князь Игорь — Giuseppe Taddei, Ярославна — Margherita Kalmus, Владимир Игоревич — Luigi Infantino, князь Галицкий, Кончак — Борис Христов, Кончаковна — Oralia Dominguez, Овлур — Ennio Buoso, Скула — Vito Susca, Ерошка — Giampaolo Corradi, половецкая девушка — Nelly Pucci, Няня — Corinna Vozza                                       | Melodram, MEL 27028                                              | На итальянском                              |
| 1966 | Хор и оркестр Софийской оперы                                     | Ежи Семкув             | князь Игорь — К. Черкерлийский, Ярославна — Дж. Вайнер, Владимир Игоревич — Т. Тодоров, князь Галицкий и Кончак — Борис Христов; Кончаковна — Р. Пенкова | Angel, SCL 3714; HMV, ASD 2345; Pathé CAN 176—178                |                                             |
| 1969 | Хор и оркестр Большого театра                                     | Марк Эрмлер            | князь Игорь — Иван Петров; Ярославна — Татьяна Тугаринова; Владимир Игоревич — Владимир Атлантов; князь Галицкий — Артур Эйзен; Кончак — Александр Ведерников; Кончаковна — Елена Образцова; Скула — Валерий Ярославцев; Ерошка — Константин Басков                                                                                         | Мелодия, СМ 01975-84 (1970 г.)                                   | MEL CD 10 02080 (2012)                      |
| 1977 |                                                                   | Иван Маринов           | князь Игорь — Сабин Марков, Ярославна — Гена Димитрова, Владимир Игоревич — Петко Маринов, князь Галицкий — Стоян Попов, Кончак — Петар Петров, Кончаковна — Нели Бойкова, Овлур — Дюбомир Бодуров, Скула — Боян Кацарский, половецкая девушка — Румяна Барева                                                                              |                                                                  |                                             |
| 1982 | Хор Opera North, оркестр English Northern Philharmonia            | Дэвид Ллойд-Джонс      | князь Игорь — Malcolm Donnelly, Ярославна — Margaret Curphey, Владимир Игоревич — Robert Ferguson, князь Галицкий — Tom McDonnell, Кончак — Roderick Kennedy, Кончаковна — Gillian Knight, Овлур — Philip Mills, Скула — John Michael Flanagan, Ерошка — Graeme Matheson-Bruce, половецкая девушка — Shirley Thomas, Няня — Valerie Baulard | Oriel Music Society, OMS 013/4 (1999 г.)                         | На английском                               |
| 1987 | Хор и оркестр Софийской оперы                                     | Эмил Чакыров           | князь Игорь — Б. Мартинович; Ярославна — С. Евстатьева; Владимир Игоревич — К. Калудов; князь Галицкий — Н. Гюзелев; Кончак — Николай Гяуров; Кончаковна — А. Милчева-Нонова | Sony Classical, 44878 (1990 г.)                                  |                                             |
| 1995 | Хор и оркестр Мариинского театра                                  | Валерий Гергиев        | князь Игорь — Михаил Кит; Ярославна — Галина Горчакова; Владимир Игоревич — Гегам Григорян; князь Галицкий — Владимир Огновенко; Кончак — Булат Минжелкиев; Кончаковна — Ольга Бородина | Philips (Россия)                                                 |                                             |

Источники:  Архивная копия от 9 апреля 2016 на Wayback Machine,  Архивная копия от 17 апреля 2016 на Wayback Machine

### Видеозаписи

Г. Васильев. Опера «Князь Игорь» (а). «Мелодия». 1958

Г. Васильев. Опера «Князь Игорь» (б). «Мелодия». 1958

| Год  | Организация                        | Дирижёр           | Солисты | Производитель                               | Примечания        |
| ---- | ---------------------------------- | ----------------- | --- | ------------------------------------------- | ----------------- |
| 1981 | Хор и оркестр Большого театра      | Марк Эрмлер       | князь Игорь — Евгений Нестеренко, Ярославна — Елена Куровская, Владимир Игоревич — Владимир Щербаков, князь Галицкий — Александр Ведерников, Кончак — Борис Морозов, Кончаковна — Тамара Синявская | Гостелерадио СССР                           | Без 3-го действия |
| 1990 | Хор и оркестр театра Ковент-Гарден | Бернард Хайтинк   | князь Игорь — Сергей Лейферкус, Ярославна — Анна Томова-Синтова, Владимир Игоревич — Алексей Стеблянко, князь Галицкий — Никола Гюзелев, Кончак — Паата Бурчуладзе, Кончаковна — Елена Заремба, Овлур — Робин Легатте, Скула — Эрик Гаррет, Ерошка — Фрэнсис Эгертон, половецкая девушка — Джиллиан Уэбстер, Няня — Кэтлин Смолс | London, 440 071 521-1; Decca, 440 071 421-1 |                   |
| 1998 | Хор и оркестр Мариинского театра   | Валерий Гергиев   | князь Игорь — Николай Путилин; Ярославна — Галина Горчакова; Владимир Игоревич — Евгений Акимов; князь Галицкий — Сергей Алексашкин; Кончак — Владимир Ванеев; Кончаковна — Ольга Бородина; Скула — Николай Гассиев; Ерошка — Григорий Карасев                                                                                   | Philips, 074 173-9 (2003 г.)                |                   |
| 2014 | Метрополитен Опера                 | Джанандреа Нозеда | князь Игорь — Ильдар Абдразаков, Ярославна — Оксана Дыка, Владимир Игоревич — Сергей Семишкур, князь Галицкий — Михаил Петренко, Кончак — Штефан Коцан, Кончаковна — Анита Рачвелишвили, Овлур — Михаил Векуа, Скула — Владимир Огновенко, Няня — Кири Деонарине                                                                 | Deutsche Grammophon                         |                   |

Источники:  Архивная копия от 9 апреля 2016 на Wayback Machine,  Архивная копия от 31 марта 2019 на Wayback Machine

### Фильмография
| Год  | Организация                      | Дирижёр      | Солисты | Производитель | Примечания                            |
| ---- | -------------------------------- | ------------ | --- | ------------- | ------------------------------------- |
| 1969 | Хор и оркестр Мариинского театра | Г.Проваторов | князь Игорь — Борис Хмельницкий (поет Владимир Киняев); Ярославна — Нелли Пшенная (поет Тамара Милашкина); Владимир Игоревич — Борис Токарев (поет Виргилиус Норейка); князь Галицкий — Александр Сластин (поет Валерий Малышев); Кончак — Бимболат Ватаев (поет Евгений Нестеренко); Кончаковна — Инвета Моргоева (поет Ирина Богачёва) | «Ленфильм»    | Фильм-опера, режиссёр Роман Тихомиров |

## Художественное влияние
- В фильме Юрия Соломина 1980 года «Скандальное происшествие в Брикмилле» главный герой, управляющий банком Джордж Кэттл, задавленный повседневностью, вспоминает, что всю жизнь мечтал исполнить партию тарелок в «Половецких плясках». В конце концов апофеозом и символом его «бунта» против ежедневной рутины становится самозабвенный подыгрыш звукам проигрывателя крышками от кастрюль.
- В сериале BBC об Эркюле Пуаро с Дэвидом Суше в главной роли по мотивам рассказа Агаты Кристи «Коробка шоколада», вышедшем на экраны в 1993 году, мадемуазель Вирджиния Менар уводит одного подозреваемого из его дома слушать оперу «Князь Игорь», чтобы Пуаро мог обыскать его дом. В эпизоде в Брюссельском оперном театре как раз слышны слова «Идём мы с надеждой на Бога…».
- В художественном фильме «Пятый элемент» (1997) сцена с выступлением Дивы Плавалагуны состоит из нескольких музыкальных оперных партий, одна из которых (последний фрагмент) является обработкой половецких плясок.

Музыка из хора невольниц «Улетай на крыльях ветра» использовалась:
- Warren G — Prince Igor (1997), дуэт американского рэпера и норвежской оперной певицы Sissel, ставший хитом в 1998 году и неоднократно занимавший высокие места в европейских хит-парадах.
- хард-рок группа «Ария» выпустила сингл «Поле битвы» (2009), где композиция «На крыльях ветра» является инструментальной обработкой Владимира Холстинина по мотивам «Князя Игоря»[17].
- Masterplan — «Lonely Winds of War» (2010), метал-обработка «На крыльях ветра»
- На церемонии открытия зимних Олимпийских игр 2014 в Сочи
- Arash feat. Helena — Angels Lullaby (2021)